# Atebubu-Amantin Municipal District
Der Atebubu-Amantin District ist ein Distrikt in Ghana. Er liegt im Zentrum Ghanas in der Bono East Region und entstand erst per Dekret von John Agyekum Kufuor am 12. November 2003 aus dem Atebubu District.
Der Atebubu-Amantin District grenzt an die Distrikte Sene, Pru und Nkoranza. An den Distrikt grenzt ferner die Ashanti Region und damit die Distrikte Ejura Sekyedumase und Sekyere West. Chief Exekutive über den 6720 km² großen Distrikt ist Cassius Osei-Poku mit dem Sitz in der Distrikthauptstadt Atebubu.

## Geographie
Die nordwestlichen Ausläufer des Volta-Stausees reichen in den Distrikt hinein und bilden einen wichtigen ökologischen sowie logistischen Faktor.

## Wirtschaft
Die Bevölkerung in Atebubu-Amantin lebt weit überwiegend von der Subsistenzlandwirtschaft. Hauptsächlich werden Grundnahrungsmittel wie Yams, Kassava, Reis und Bohnen angebaut.
Insgesamt 63,3 Prozent der Bevölkerung im arbeitsfähigen Alter sind in der Landwirtschaft tätig. Weitere 19 Prozent sind im Handel tätig, sechs Prozent in der Industrie. Der Distrikt erwirtschaftet einen größeren Nahrungsmittelüberschuss, der im nationalen Handel dem Verkauf zugeführt wird. Hauptabnehmer ist traditionell das Gebiet um die Stadt Yeji, deren Bewohner überwiegend Fischer sind. Ein bedeutendes Problem im Lebensmittelhandel stellen die nicht ausreichend zur Verfügung stehenden Lagerstätten und Kühlhäuser dar.
Im Distrikt sollen sich Goldlagerstätten in den Gebieten um die Ortschaften Prang, Konkoma und Parambo befinden.

## Infrastruktur
Im Distrikt verläuft ein wesentlicher Teil des Verkehrs über den Volta-Stausee und den gut zum Schiffsverkehr ausgebauten Bereich um die Stadt Yeji. Der Hafen von Yeji ist auch ein wichtiger Handelsplatz für Tamaledie, Hauptstadt der Northern Region. Durch den gesamten Distrikt ziehen sich Straßen, die in der Regel wenig ausgebaut und vor allem in der Regenzeit schwer passierbar sind.
In den drei größten Städten Atebubu, Yeji und Prang wurden Postfilialen eingerichtet. Eine kleinere Postagentur wurde in Amaten eröffnet. Die genannten drei größten Städte sind auch an das Telekommunikationsfestnetz angeschlossen. Im Distrikt sind die Agricultural Development Bank in Atebubu, die Ghana Commercial Bank Ltd. in Yeji, die Kasei/Amanten Community Bank in Amanten sowie die Yapra Rural Bank mit Filialen in Atebubu, Yeji und Abease eröffnet worden.
Die Wasserversorgung im Distrikt erfolgt durch Brunnen, Bohrlöcher, Handpumpen, Flüsse und Bäche.

## Bildung und Gesundheit
Mit dem Atebubu Government Hospital in der Distrikthauptstadt Atebubu und dem St. Matthias Catholic Hospital in Yeji stehen im Distrikt zwei größere Krankenhäuser zur Verfügung. Weitere drei ländliche Kliniken, drei Gesundheitszentren, vier private Geburtshäuser und vier kleinere städtische Kliniken sind mit der Gesundheitsvorsorge betraut.
Insgesamt vier Senior Secondary Schools sind in den Städten Atebubu, Amanten, Prang und Yeji eingerichtet worden. Ebenfalls in Atebubu steht eine Ausbildungsstätte für Lehrer. Insgesamt 50 Kindergärten, 130 Grundschulen und 32 Junior Secondary Schools stehen im Distrikt an staatlichen Bildungsstätten zur Verfügung. Daneben werden vier private Kindergärten, sechs Grundschulen und zwei Junior Secondary Schools betrieben.
In Prang wurde 2001 eine konfessionsübergreifende berufsbildende Schule gegründet. Sie geht auf eine gemeinsame Initiative der Katholischen Diözese Konongo-Mampong und dem „Verein zur Förderung der Mission in der Katholischen Diözese Konongo-Mampong“ in Pfronten (Deutschland) zurück. Der Name „St. Nikolaus Vocational Institute“ geht auf die unterstützende Pfarrgemeinde St. Nikolaus (Pfronten) zurück, die mit dem soeben genannten Ghana-Hilfe-Verein eng verknüpft ist und aus der sie hervorgegangen ist. Das Vocational Institute ist staatlich anerkannt, bekommt allerdings keinerlei finanzielle oder materielle Unterstützung des Staates. 
Die Schule finanziert sich ausschließlich aus den Schulgeldern der Studenten und aus Mitteln der Pfrontener Ghana-Hilfe. Die Schüler erhalten eine Ausbildung in Hauswirtschaft, dem Schneiderhandwerk oder Büroarbeit. Alle Schüler erhalten Unterricht in den Fächern Mathematik und Englisch.

## Wahlkreise
In Atebubu-Amatin District wurde ein gleichnamiger Wahlkreis eingerichtet, den bei den Parlamentswahlen des Jahres 2004 Emmanuel Owusu-Mainu von der Partei National Democratic Congress (NDC) als Direktkandidat für sich gewinnen konnte.

## Wichtige Ortschaften
| - Atebubu - Prang - Asempa Nlaye - Sawankyi/Afrefreso - Yawtuffour - Garadima - Moshimoshi - Mem - Mempeasem Boniafo | - Bresoano No. 1 - Fante New Town - Dentenso - Abuo - Ahoto - Tintale - Duabone No. 1 - Seneso - Bobidi Nkwanta - Duabone No. 2 | - Masuo - Nyomoasu - Bolga-Nkwanta - Yawbraso - Watro - Bresoano No. 2 - Lailai - Forty-Four - Trimukyea - Old Kronkrompe - New Kronkrompe |